# Riguepeu
Riguepeu (gaskognisch Rigapeu) ist eine französische Gemeinde mit 164 Einwohnern (Stand 1. Januar 2022) im Département Gers in der Region Okzitanien. Sie gehört zum Arrondissement Auch und zum Kanton Fezensac. Riguepeu ist zudem Mitglied des 2003 gegründeten Gemeindeverbands Artagnan de Fezensac. Die Einwohner werden Riguepeulois(es) genannt.

## Lage
Die Gemeinde Riguepeu liegt an der Osse, rund 20 Kilometer westlich der Stadt Auch im Zentrum des Départements Gers. Die Stadt Tarbes ist rund 51 Kilometer in südwestlicher Richtung entfernt. Zur Gemeinde gehören das Dorf und zahlreiche Kleinsiedlungen und Einzelgehöfte.

## Geschichte
Die Gemeinde gehörte von 1793 bis 1801 zum Distrikt Auch. Seit 1801 ist sie Teil des Arrondissements Auch. Von 1793 bis 2015 gehörte die Gemeinde zum Wahlkreis (Kanton) Vic-Fezensac (zeitweise Vic-sur-Losse genannt).

## Bevölkerungsentwicklung
| Jahr                       | 1962 | 1968 | 1975 | 1982 | 1990 | 1999 | 2006 | 2012 | 2020 |
| Einwohner                  | 318  | 262  | 220  | 219  | 228  | 216  | 233  | 209  | 171  |
| Quellen: Cassini und INSEE |      |      |      |      |      |      |      |      |      |

## Sehenswürdigkeiten
- Schloss Pitron (heute ein Gästehaus)
- Kirche Saint-Michel
- eine noch funktionierende Mühle
- Landgut in Larrébeillat
- Kreuz neben dem Friedhof
- Denkmal für die Gefallenen[1]

Quelle: